# Capizayo
Capizayo är en ort i Mexiko.   Den ligger i kommunen Atzacan och delstaten Veracruz, i den sydöstra delen av landet, 220 km öster om huvudstaden Mexico City. Capizayo ligger 1 729 meter över havet och antalet invånare är 395.
Terrängen runt Capizayo är huvudsakligen kuperad, men västerut är den bergig. Runt Capizayo är det ganska tätbefolkat, med 155 invånare per kvadratkilometer. Närmaste större samhälle är Córdoba, 19,0 km sydost om Capizayo. I omgivningarna runt Capizayo växer huvudsakligen savannskog.